# Subedei
Subedei, Subotai, Subutai, Subotei (em mongol clássico: Sübügätäi ou Sübü'ätäi; em chinês: 速不台; romaniz.: Sù bù tái) foi um mongol dos séculos XII e XIII, um dos mais importantes generais do Império Mongol.